# Volleybalvereniging Flamingo's '56 2019-2020
Questa voce raccoglie le informazioni riguardanti il Volleybalvereniging Flamingo's '56 nelle competizioni ufficiali della stagione 2019-2020.

## Organigramma societario
Area direttiva
- Presidente: Michiel Noij

Area tecnica
- Primo allenatore: Harmen Bijsterbosch

## Rosa
| N° | Nome                  | Ruolo | Data di nascita   | Nazionalità sportiva |
| -- | --------------------- | ----- | ----------------- | -------------------- |
| 1  | Rachel Feron          | P     | 8 agosto 1992     | Paesi Bassi          |
| 2  | Puck Hoogers          | S     | 17 novembre 2002  | Paesi Bassi          |
| 3  | Veerle van den Heuvel | S     | 22 giugno 1996    | Paesi Bassi          |
| 4  | Daniëlle Bosman       | O     | 1991              | Paesi Bassi          |
| 5  | Bregje van den Heuvel | P     | 15 aprile 1993    | Paesi Bassi          |
| 6  | Steffie Janshen       | S     | 18 novembre 1987  | Paesi Bassi          |
| 7  | Ellen Willems         | L     | 7 settembre 2000  | Paesi Bassi          |
| 8  | Lara Hendricks        | S     | 6 ottobre 2000    | Paesi Bassi          |
| 9  | Joska Fransen         | C     | 30 ottobre 1994   | Paesi Bassi          |
| 10 | Eline Peeters         | C     | 1º settembre 2001 | Paesi Bassi          |
| 11 | Maus Smeets           | S/O   | 30 settembre 1990 | Paesi Bassi          |
| 12 | Lisa Kersten          | C     | 31 gennaio 1995   | Paesi Bassi          |
| 13 | Noa Klerckx           | S     | 11 agosto 1999    | Paesi Bassi          |

## Statistiche

### Statistiche di squadra
| Competizione          | Punti | In casa | In casa | In casa | In trasferta | In trasferta | In trasferta | Totale | Totale | Totale |
| Competizione          | Punti | G       | V       | P       | G            | V            | P            | G      | V      | P      |
| --------------------- | ----- | ------- | ------- | ------- | ------------ | ------------ | ------------ | ------ | ------ | ------ |
| Eredivisie            | 28    | 12      | 5       | 7       | 10           | 4            | 6            | 22     | 9      | 13     |
| Coppa dei Paesi Bassi | -     | 2       | 1       | 1       | 0            | 0            | 0            | 2      | 1      | 1      |
| Totale                | -     | 14      | 6       | 8       | 10           | 4            | 6            | 24     | 10     | 14     |